# Willard H. Turner
Willard Howard Turner (* 18. Oktober 1903 in Colorado; † 27. Mai 1979 in San Bernardino (Kalifornien)) war ein US-amerikanischer  Filmschaffender und Ingenieur, der bei der Filmgesellschaft RKO Pictures Radio Studio Sound Department beschäftigt war.
Turner wurde auf der Oscarverleihung 1944 von der Akademie für Wissenschaft und Technik der Technik Award (Scientific and Engineering Award) für die Konzeption und den Bau des Phono-Cue-Starters (for the design and construction of the phone-cue starter) zuerkannt. Turner wurde in der Klasse III ausgezeichnet, das heißt, er erhielt ein Zertifikat mit einer Belobigung, statt einer Statuette. Außerdem gibt es noch die Klasse II, wobei der Ausgezeichnete eine Plakette erhält.
Am 30. September 1952 wurde Turner als Erfinder das Patent über die Erfindung einer variablen Widerstands-Signalentzerrungs-Anlage („Variable resistor signal equalization unit“) erteilt, die er  zuvor RKO Radio Pictures im Rahmen einer Zession überlassen hatte.
Turner war verheiratet und hatte drei Töchter und einen Sohn.